# 湘軍

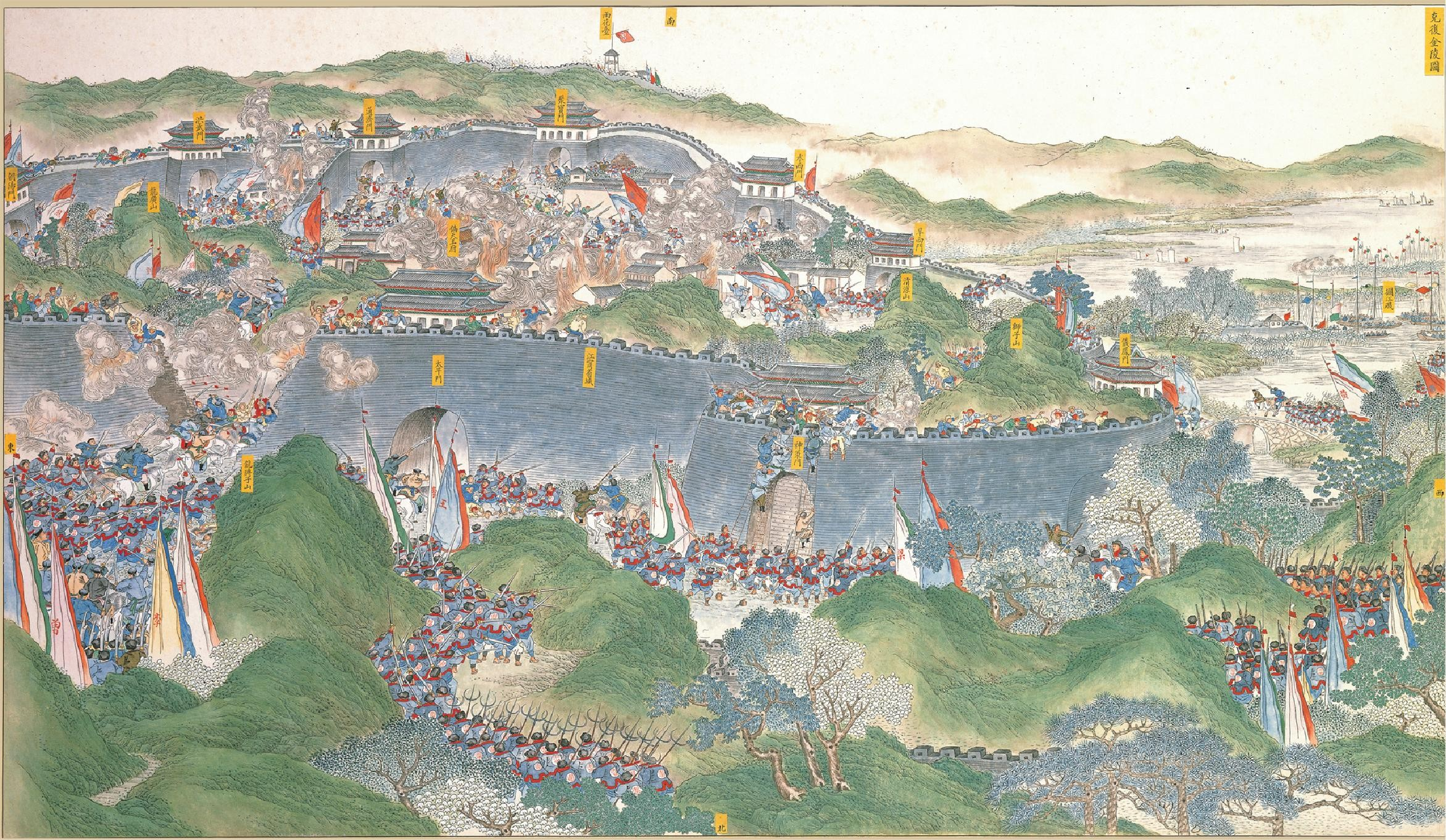
南京郊外で太平天国軍と戦う湘軍

湘軍（しょうぐん）は、清末の湖南地方の軍の呼称で、湘勇ともいう。太平天国の乱を清朝の正規軍（八旗・緑営）は鎮圧できず、やむを得ず清朝政府の命により各地の郷紳に臨時の軍隊を組織させた。これを郷勇と呼び湘軍はその一つであった。

## 活動

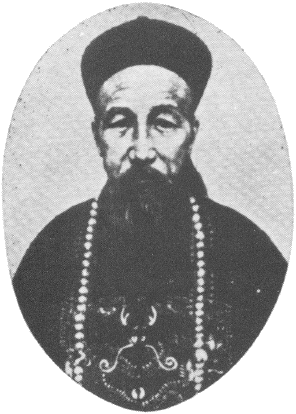
湘軍創設者・所有者の曽国藩

湖南省湘郷の郷紳の曽国藩が湘軍の創始者である。曽国藩は湖南省の各地の団練をまとめて湘軍を結成した。
曽国藩は相続く清朝正規軍の敗戦を見て、軍資を官弁とする士気の高い新しい軍事力の創設を狙った。団練組織令はあくまで郷土防衛を目的とした指令だったが、1853年に湘軍は専守防衛の命令を無視する形で江西に遠征し太平天国軍を迎え撃った。こうした実績と曽国藩の昇進とともに、湘軍は太平天国の乱に対抗する重要な戦闘力となっていった。
1854年（咸豊4年）当時は陸軍13営6千5百人、水軍10営5千人であったが、1864年（同治3年）に太平天国を滅亡させた時には12万人にまで膨れ上がっていた。清朝の満州族貴族の中には地方の漢人が武装することに不信感を抱く者もいたが、太平天国の乱の鎮圧のために湘軍を重用せざるをえなかった。
1862年（同治元年）には安徽省で曽国藩の弟子の李鴻章が淮軍を創設しており、湘軍と同様に団練をもとに一部湘軍から部隊を編入して創設された。
全国各地の人材が曽国藩の麾下の湘軍に投じ、その幕僚は300～400以上に上った。後にこれらの将帥や幕僚で総督になった者は15人、巡撫になった者は14人、その他の文武官も多数にのぼる。この湘軍出身者が洋務運動で大きな役割を果たすことになった。湘軍は清王朝を救ったが、漢人が政界の中心に進出するきっかけを作ったのである。曽国藩は太平天国滅亡後、清朝からの疑惑を恐れて湘軍を解散した。
なお湘軍解散後、哥老会に参加した将兵が多数いたという。

## 主な人物
- 曽国藩
- 曽国荃
- 曽国華
- 曽貞幹
- 李鴻章
- 胡林翼
- 左宗棠
- 劉長佑
- 劉坤一
- 劉蓉
- 劉岳昭
- 丁日昌
- 彭玉麟
- 楊岳斌
- 郭嵩燾
- 蔣益澧
- 李続賓
- 李続宜
- 彭毓橘
- 鮑超
- 羅沢南
- 唐訓方
- 李元度
- 李瀚章
- 楊昌濬
- 劉典
- 魏光燾
- 陳士杰
- 李興鋭
- 劉松山
- 劉錦棠
- 銭応溥
- 呉坤修
- 蔣凝学
- 金国琛

その他、徐寿・李善蘭・華蘅芳などの科学者たちも曽国藩に協力している。